# Caledonia (Illinois)
Pour les articles homonymes, voir Caledonia (homonymie).
Caledonia est un village du comté de Boone dans l'Illinois, aux États-Unis,. Un bureau postal est créé en 1853, sous le nom de Caledonia Station puis il est renommé Caledonia en 1883. Le nom du village fait référence à la Calédonie, l'ancien nom de l'Écosse.

## Démographie
Lors du recensement de 2010, le village comptait une population de 197 habitants. Elle est estimée, en 2016, à 195 habitants.

## Personnalité de Caledonia
- Glenn W. Birkett (en), politicien.

## Source de la traduction
- (en) Cet article est partiellement ou en totalité issu de l’article de Wikipédia en anglais intitulé « Caledonia, Illinois » (voir la liste des auteurs).